# Uri (kanton)

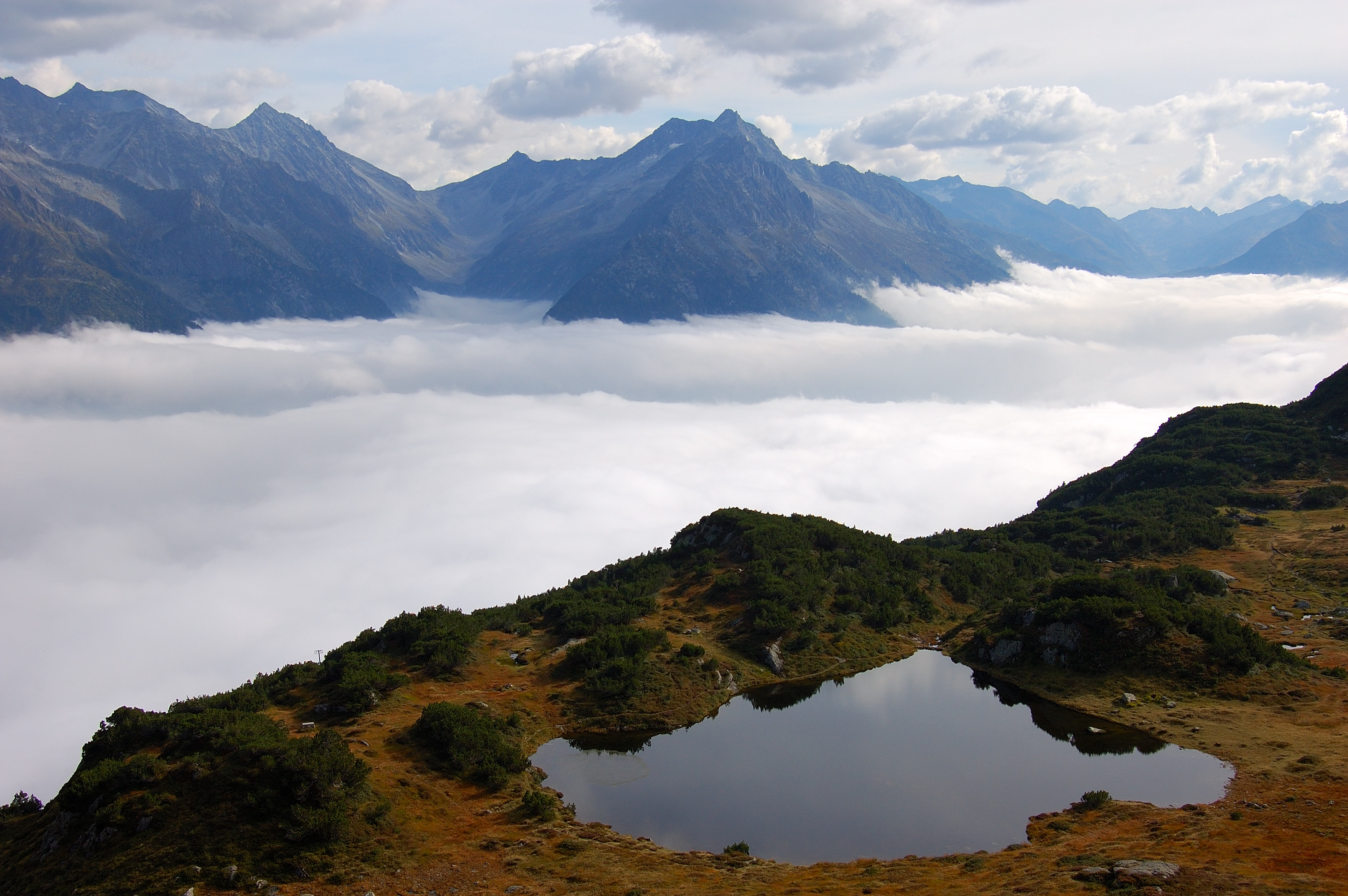
Berglandschap met een meer vlak bij de top van Sunnig Grat

Uri is een kanton in het centrum van Zwitserland. Het is een deel van Binnen-Zwitserland. Het rooms-katholieke geloof domineert, maar ook de gereformeerde kerk wordt erkend.

## Geografie
Uri is deel van Binnen-Zwitserland en ligt tussen het Vierwoudstrekenmeer in het noorden en de Gotthard in het zuiden. Uri is een van de drie oerkantons van het Zwitsers Eedgenootschap. De beide andere kantons zijn: Schwyz en Unterwalden. Het kanton is een echt bergkanton en ligt volledig in de Alpen. De 3.630 meter hoge Dammastock vormt het hoogste punt van het kanton. Het grenst in het zuidoosten aan het kanton Graubünden, in het zuiden aan Ticino, aan Wallis in het zuidwesten, aan Bern, Obwalden, Nidwalden in het westen, aan Schwyz in het noorden en Glarus in het noordoosten.
Qua oppervlakte staat het kanton Uri op de 11e plaats, qua inwonertal is het echter 23e van de 26 kantons van Zwitserland.

## Demografische evolutie van het kanton
Bron: https://www.bfs.admin.ch/bfs/de/home/statistiken/bevoelkerung/stand-entwicklung.assetdetail.32229209.html

## Economie
0,4% van het Zwitsers nationaal product ontstaat in Uri. De economie van Uri wordt sterk beïnvloed door het verkeer richting de Gotthardpas en sinds 1980 naar de Gotthardtunnel. Doordat het kanton voornamelijk uit bergen bestaat, is de agrarische sector relatief sterk vertegenwoordigd, evenals het toerisme.

## Talen
Moedertaal (2000):
- Duits: 93,5%
- Servo-Kroatisch: 1,9%
- Italiaans: 1,3%
- andere talen: 3,3%

8,2% van de bevolking van het kanton heeft geen Zwitsers paspoort (2002).

## Plaatsen en gebieden
Er is 1 plaats met meer dan 10.000 inwoners. Dit is de hoofdstad Altdorf met 10.198 inwoners (2023).

## Toerisme
Het toerisme wordt gedomineerd door de bergen aan de ene kant en het Vierwoudstrekenmeer aan de andere kant. Sport (skiën, fietsen, wandelen en bergbeklimmen) is het belangrijkst.

## Districten
Het kanton is niet opgedeeld in districten, maar in totaal 20 gemeentes.

## Geschiedenis
Bij de Gotthardpas zijn pijlpunten gevonden die dateren uit de periode tussen 2800 tot 2000 voor Christus. Vanaf 600 na Christus wordt het land door de Germanen bezet, die zich vermengen met de al aanwezige bevolking. In 1100 wordt de eerste kerk St. Kolumban in Andermatt gebouwd, die als parochie voor het hele dal van Uri dient. Aan het einde van de 12e eeuw wordt het klooster Seedorf gesticht.
Koning Rudolf van Habsburg sterft in 1291. Het volk van het oer-Zwitserland besluit om de vrijheid te behouden en de vrede door het aangaan van een bond te bewaren. Uri, Schwyz en Unterwalden sluiten zich aaneen in het Zwitsers Eedgenootschap. In 1315 winnen de Eedgenoten de Slag bij Morgarten van de strafexpeditie, die opgezet was door de Habsburgers. Hierdoor wint men definitief de vrijheid. In 1389 wordt vrede met de Habsburgers gesloten.
Van 1798 tot 1803 maakt Uri deel uit van het kanton Waldstätten tijdens de Helvetische Republiek. In 1848 wordt Uri opgenomen in de bondsstaat Zwitserland. In 1928 vindt de laatste Landsgemeinde plaats.
Altdorf · Andermatt · Attinghausen · Bauen · Bürglen · Erstfeld · Flüelen · Göschenen · Gurtnellen · Hospental · Isenthal · Realp · Schattdorf · Seedorf · Seelisberg · Silenen · Sisikon · Spiringen · Unterschächen · Wassen
Aargau · Appenzell Ausserrhoden · Appenzell Innerrhoden · Basel-Landschaft · Basel-Stadt · Bern · Fribourg · Genève · Glarus · Graubünden · Jura · Luzern · Neuchâtel · Nidwalden · Obwalden · Sankt Gallen · Schaffhausen · Schwyz · Solothurn · Thurgau · Ticino · Uri · Vaud · Wallis · Zug · Zürich